# Lastaustauschverfahren
Das Lastaustauschverfahren (engl. load exchange procedure) ist ein Verfahren zum Auftriebsausgleich, das es Luftschiffen ermöglicht, im Schwebeflug Lasten abzusetzen und aufzunehmen. Das Verfahren wurde von der CargoLifter AG entwickelt und war insbesondere für die Anwendung mit dem Luftschiff Cargolifter CL160 vorgesehen.

## Beschreibung
(Quelle: )
- Das Luftschiff, das etwa 100 m über dem Boden schwebt, lässt zuerst seinen „Laderahmen“ aus der Ladebucht herab, wobei gleichzeitig Ankerseile vom Laderahmen abgespult werden.
- Die Ankerseile werden dann am Boden an Verankerungspunkten befestigt. Die Seile werden gespannt, indem das Luftschiff und die Winden gleichzeitig eine Zugkraft aufbringen. Die Ankerwinden ziehen dann den Laderahmen auf den Boden.
- Als Nächstes wird Wasserballast oder ein Feststoff mit dem Gewicht der zu transportierenden Last aufgenommen.
- Die Fracht kann dann am Boden entladen werden.
- Wird keine neue Last aufgenommen, wird der Laderahmen mit dem Ballast hochgezogen und im Luftschiff verriegelt.[3]

In einer nächsten Ausbaustufe des Verfahrens sollten die Ankerwinden im Luftschiff integriert werden, um den logistischen Aufwand zu verringern.
Das Lastaustauschverfahren wurde erfolgreich am Lastballon CargoLifter CL75 AirCrane mit einem 55 Tonnen schweren Minenräumer getestet.